# SDM (rappeur)
Pour les articles homonymes, voir SDM.
SDM, de son vrai nom Leonard Saddam Manzambi,,, né le 28 novembre 1995 à Meudon (Hauts-de-Seine), est un rappeur français.
Ses trois albums, Ocho, Liens du 100 et A LA VIE À LA MORT sortis en avril 2021, novembre 2022 et septembre 2024 sont certifiés disques de platine.

## Biographie

### Origines et enfance
SDM naît le 28 novembre 1995 à Meudon, dans les Hauts-de-Seine. Quatrième d'une fratrie de dix enfants, il est d'ascendance congolaise et passe son enfance à Clamart, dans la cité des 3F.
Il existe un débat au sujet de son identité civile. La plupart des sources (dont celle de son label) parlent de Beni Mosabu, certaines osant Léonard Beni Mosabu. D'autres le nomment Léonard Manzambi, parfois en ajoutant Sadam ou Saddam comme second prénom, en référence au dictateur Saddam Hussein, d'où serait tiré son pseudonyme. Les deux noms se côtoient souvent dans les crédits des morceaux de SDM.
SDM baigne dans la musique depuis tout petit, principalement la rumba congolaise. Son père, décédé en 2017 et avec qui il n'a pas grandi, est en effet le producteur de Koffi Olomidé, et est de l'entourage de Fally Ipupa. Sa mère exerce des activités commerciales et humanitaires, avec une association basée à Kinshasa. À côté de la rumba, SDM écoute également de l'afrobeat et du RNB. Au collège, il découvre le rap grâce à un camarade qui lui fait écouter Ouest Side de Booba. Une autre de ses idoles est 50 Cent.
SDM aurait fait sa première garde à vue à 13 ans, pour avoir volé un scooter chez Domino's Pizza. Il est également un grand amateur de football, et son rêve d'enfance était de devenir professionnel dans ce sport. Il a en outre remporté une compétition contre Kingsley Coman et Adrien Rabiot. Il quitte toutefois ce sport en U17 DH. En seconde, SDM arrête également les études.

### Prémices musicaux
SDM fait ses débuts dans le rap en 2011, à l’âge de 15 ans, sous le pseudo de SADAM KADAFI 92. Il enchaîne dès lors les clips en amateur, en partie en rappant avec un groupe d'amis dénommé Microbe Thug’z. Après une légère pause, il revient en 2015, un peu plus professionnel, avec notamment un feat avec son ami PLK.

### Carrière musicale

#### Débuts (2019-2020)
Ses véritables débuts remontent à 2019, lorsqu'il signe sur le label 432 inc. Quelques mois plus tard, le rappeur Booba le remarque et, très surpris par ce rappeur, le partage sur son compte Instagram. Booba décide de rencontrer l’artiste de Clamart, puis le fait signer sur son label 92i records en février 2020. Deux mois plus tôt, SDM a publié son single Jack Fuego, en featuring avec PLK, qui est son premier million de vues, et qui est certifié single d’or en avril 2021.
Pour officialiser leur collaboration, SDM et Booba sortent leur premier featuring intitulé La Zone en février de la même année. S’ensuivent quelques titres à succès tels que Yakalelo ou Titulaires en compagnie de Koba LaD.

#### Ocho(2021)
En janvier 2021, le média Booska-P le classe parmi les onze rappeurs à suivre pendant l'année.
Le 9 avril 2021  il sort son premier album, Ocho, composé de 18 titres, avec en guest Booba, Bramsito, Fally Ipupa, PLK et Koba LaD. Il se positionne à la deuxième place des meilleurs ventes d’album en France dès sa première semaine de sortie d’après le classement officiel du SNEP, avec 7 884 ventes. Il est certifié disque d'or en octobre 2021 et disque de platine en juin 2022.
Il explique l'origine de ce nom : « Ocho, c'est un rappel à mon quartier : 100 moins 8 (ocho), ça fait 92 et c'est de là que je viens. J'en ai fait un gimmick parce que ça sonnait bien. C'est devenu un état d'esprit qui incarne le groupe ». Dans la semaine du 12 au 16 avril 2021, un Planète Rap lui est consacré sur Skyrock, présenté par Fred Musa.
Au mois de juin, il se dévoile en interview : « Je suis quelqu’un de très perfectionniste, exigeant et dur avec moi-même. Parfois, on me dit qu’un titre pourrait être un gros hit, mais je le jette à la poubelle parce qu’il ne me convient pas ». Il mentionne également l'impasse du Covid-19 : « Comme je n’ai pu jusqu’à présent m’adresser à eux que grâce à la musique, j'en ai profité pour livrer une part de mon histoire personnelle avec un son un peu plus profond, ça me tenait à cœur. Après je suis pressé d’aller à la rencontre de mon public, je suis excité comme un enfant ».
En décembre 2021, SDM publie la réédition de son album, intitulée Ocho (Deluxe). C'est ainsi dix morceaux qui sont ajoutés, dont quatre qui sont déjà sortis en singles. Parmi les six morceaux inédits se trouve Passat, en featuring avec Maes, qui devient en juin 2023 le premier single de diamant de l'artiste.

#### Liens du 100(2022-2023)
En novembre 2022, SDM est invité par Colors, où il interprète le titre Hier encore.
Son second album, Liens du 100, sort le 2 décembre 2022. Composé de 16 titres, il est en collaboration avec Green Montana, Niska, Zed, Slkrack, Tiakola. Il se positionne à la troisième place des meilleurs ventes d’album en France dès sa première semaine de sortie d’après le classement officiel du SNEP, avec 13 986 ventes. Il est certifié or en janvier 2023, et platine en mai.
Le titre Bolide allemand, troisième piste de l'album, connaît un grand succès. Le morceau est clipé fin mars. En juin 2023, quelques jours après son premier single de diamant, SDM le reçoit pour Bolide allemand. Le morceau est très utilisé sur TikTok, avec plus de 150 000 vidéos, devenant le morceau le plus streamé de l'année 2023 en France. Il se classe 1er sur Spotify, 1er sur Apple Music et 2e sur Deezer.
En avril 2023, il donne un concert à l'Olympia avec comme invités Leto, Tiakola, PLK, Guy2Bezbar, Koba LaD, Aya Nakamura, Fally Ipupa, Green Montana, Zed, Zkr et Slkrack.

#### À la vie à la mort(2024)

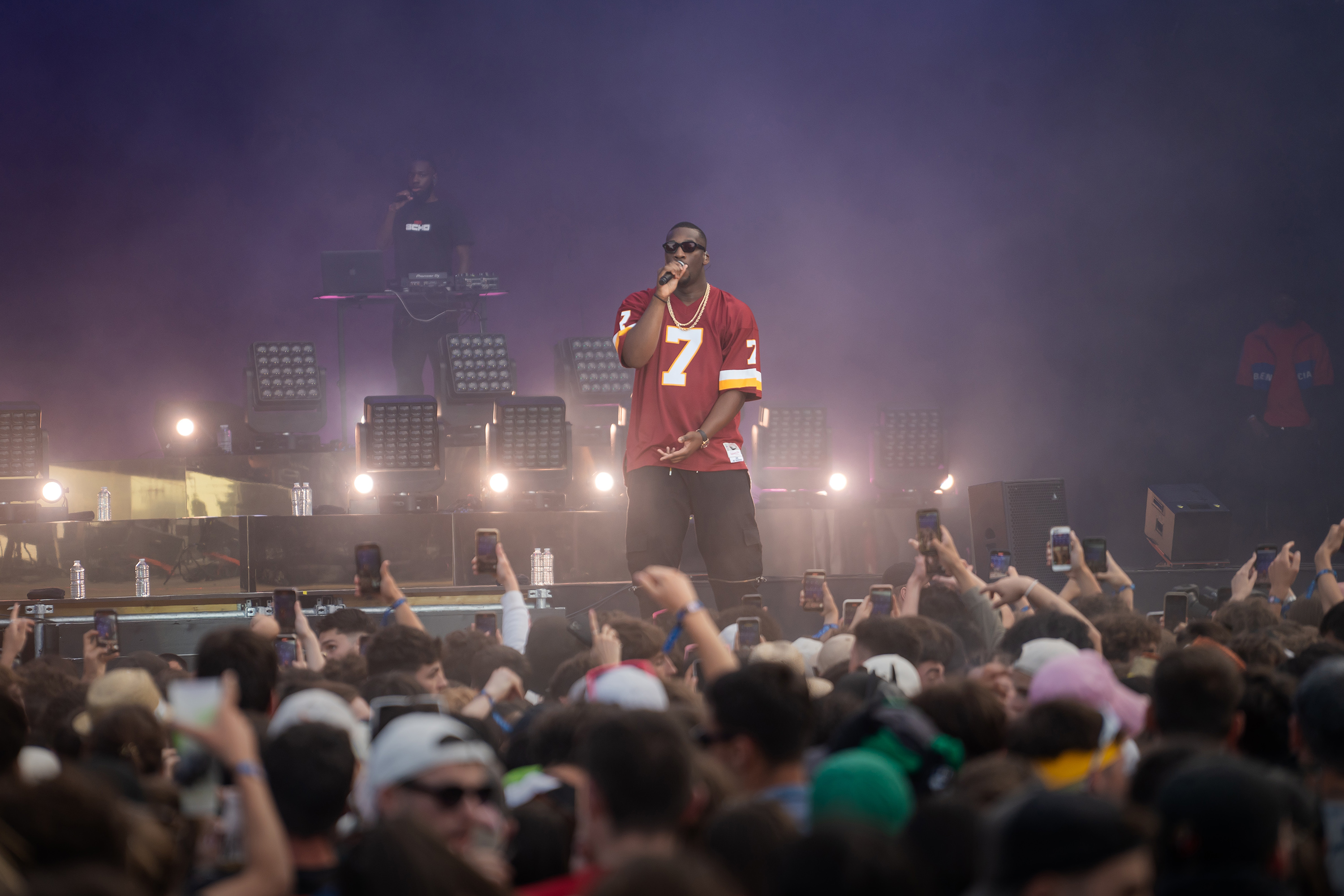
SDM au festival La Nuit de l'Erdre, Loire-Atlantique, 7 juillet 2024.

Lors de son concert au Zénith de Paris le 1er décembre 2023, SDM annonce la sortie de son prochain album pour l'année 2024. Celui-ci est intitulé À la vie à la mort ou ALVALM.
En juillet 2024, en concert aux Ardentes, une exclusivité est chantée, Merci, et la date de sortie est annoncée : le 27 septembre. Les invités de cet album de 14 titres sont Tiakola, Werenoi, Hamza, Josman et Skread.

### Carrière sur internet
Le 12 octobre 2024, il participe au Eleven All Star 2.
Le 19 janvier 2025, il participe au match de football caritatif Stream For Humanity de Amine. Il marque le premier but de la rencontre.
Le 20 février 2025, il participe au live Twitch Les Salles de Amine en collaboration avec Spotify, aux côtés de RebeuDeter, Squeezie, Mister V et Soolking.
Il participe à une vidéo de Squeezie intitulée Qui est l’imposteur ?, publié le 4 mai 2025 sur Youtube, aux côtés de Tiakola.

## Style
SDM se démarque principalement par sa voix grave et agressive, ainsi que ses textes tranchants, spontanés et allégoriques, mais il maîtrise également la mélodie,.

## Récompenses et nominations
| Année | Cérémonie         | Travail nommé                       | Catégorie                                               | Résultat   | Réf.   |
| ----- | ----------------- | ----------------------------------- | ------------------------------------------------------- | ---------- | ------ |
| 2022  | BET Awards        | SDM                                 | Viewer’s Choice: Best New International Act             | Nomination |        |
| 2023  | Les Flammes       | Liens du 100                        | Flamme Spotify de l'album de l'année                    | Nomination | [ 30 ] |
| 2023  | Les Flammes       | Liens du 100                        | Flamme de l'album rap de l'année                        | Nomination | [ 30 ] |
| 2023  | Les Flammes       | Green Montana feat. SDM - Neymar Jr | Flamme du featuring de l'année                          | Nomination | [ 30 ] |
| 2023  | Les Flammes       | SDM feat. Tiakola - Redescends      | Flamme du featuring de l'année                          | Nomination | [ 30 ] |
| 2023  | Les Flammes       | SDM feat. Tiakola - Redescends      | Flamme du morceau afro ou d'inspiration afro de l'année | Nomination | [ 30 ] |
| 2023  | Les Flammes       | Liens du 100                        | Flamme de la cover d'album de l'année                   | Nomination | [ 30 ] |
| 2023  | Les Flammes       | SDM                                 | Flamme de l'artiste masculin de l'année                 | Nomination | [ 30 ] |
| 2023  | W9 d'Or           | Bolide allemand                     | Titre le plus streamé de l'année                        | Lauréat    |        |
| 2024  | Purecharts Awards | Bolide allemand                     | Chanson francophone de l'année                          | Nomination |        |
| 2024  | Les Flammes       | Bolide allemand                     | Flamme du morceau de l'année                            | Lauréat    |        |
| 2024  | Les Flammes       | Aya Nakamura feat. SDM - Daddy      | Flamme du featuring de l'année                          | Nomination |        |
| 2024  | Les Flammes       | SDM                                 | Flamme de l'artiste masculin de l'année                 | Nomination |        |
| 2024  | Les Flammes       | Zénith Paris                        | Flamme du concert de l'année                            | Nomination |        |
| 2025  | BET Awards        | SDM                                 | Best International Act (en)                             | Nomination | [ 31 ] |

## Polémiques

### Cadavre d'un policier dans un clip
Dans le clip de Gâchette, SDM rappe sur les armes et la violence à côté d'un policier au sol, blessé ou mort. Si ce n'est qu'une mise en scène, cela n'a pas plu à différents politiciens, à l'image de Gilbert Collard qui déclare : « Le rappeur SDM fait la promo de son clip en posant à côté du cadavre ensanglanté d'un policier : ignoble, dégueulasse, ce rappeur mérite d'être poursuivi et condamné et une loi d'aggravation pénale doit être vite adoptée ! »

### Les Flammes
Après la cérémonie Les Flammes 2023 où il n'a rien remporté malgré ses attentes, SDM fait partie des rappeurs ayant partagé leur mécontentement sur les réseaux sociaux, déclarant : « Je ne suis pas du genre à me plaindre, mais je suis vraiment déçu par la façon dont l'organisation des "Flammes" m'a traité. Je suis un artiste, et je m'attends à être traité avec respect. C'est la moindre des choses ». Le titre de l'un de ses morceaux a été écrit faux : "Hier encore mes ancêtres", plutôt que simplement "Hier encore". Mais il précise que « le manque de respect s'est fait sur toute la journée. Les orgas comprendront mon message. Cette erreur de régie, c'est la gouttelette de trop ». En outre, il ajoute : « C'est quoi la différence avec les Victoires de la Musique finalement ? », un concours où le jury ne met pas en avant le rap et le monde urbain. En février, SDM regrettait déjà la défaite de Tiakola à ce concours. Les votes des Flammes sont aussi issus d'un jury,,.

## Discographie

### Albums studios
- 2021 : Ocho
- 2022 : Liens du 100
- 2024 : À la vie à la mort

### Singles
| Année                                                               | Single                                             | Meilleure position | Meilleure position | Meilleure position | Certifications | Album         |
| Année                                                               | Single                                             | FR                 | BEL(WAL)           | SUI                | Certifications | Album         |
| ------------------------------------------------------------------- | -------------------------------------------------- | ------------------ | ------------------ | ------------------ | -------------- | ------------- |
| 2015                                                                | #OSCQV (feat. PLK)                                 | —                  | —                  | —                  |                | —             |
| 2018                                                                | Medellin                                           | —                  | —                  | —                  |                | —             |
| 2018                                                                | 187                                                | —                  | —                  | —                  |                | —             |
| 2019                                                                | Shottas                                            | —                  | —                  | —                  |                | —             |
| 2019                                                                | AVLD                                               | —                  | —                  | —                  |                | —             |
| 2019                                                                | Cala Boca                                          | —                  | —                  | —                  |                | —             |
| 2019                                                                | Rule Number Five                                   | —                  | —                  | —                  |                | —             |
| 2019                                                                | PremieRôle                                         | —                  | —                  | —                  |                | —             |
| 2019                                                                | 12h                                                | —                  | —                  | —                  |                | —             |
| 2019                                                                | Jack Fuego (feat. PLK)                             | —                  | —                  | —                  | : Platine      | —             |
| 2020                                                                | La zone (feat. Booba)                              | 43                 | —                  | —                  | : Or           | OCHO (Deluxe) |
| 2020                                                                | A l'affût                                          | —                  | —                  | —                  |                | OCHO (Deluxe) |
| 2020                                                                | Yakalelo                                           | 93                 | —                  | —                  | : Platine      | OCHO          |
| 2020                                                                | MINIMUM                                            | —                  | —                  | —                  |                | —             |
| 2020                                                                | Titulaires (feat. Koba LaD)                        | 52                 | —                  | —                  | : Or           | OCHO (Deluxe) |
| 2020                                                                | Prince de la Calle                                 | 110                | —                  | —                  | : Or           | OCHO (Deluxe) |
| 2021                                                                | La vie de rêve                                     | 148                | —                  | —                  |                | OCHO          |
| 2021                                                                | Van Damme                                          | 67                 | —                  | —                  |                | OCHO          |
| 2021                                                                | Daddy (feat. Booba)                                | 14                 | —                  | 92                 | : Platine      | OCHO          |
| 2021                                                                | Freestyle 8                                        | 83                 | —                  | —                  | : Or           | —             |
| 2021                                                                | #Malentouré                                        | 114                | —                  | —                  | : Or           | OCHO (Deluxe) |
| 2021                                                                | Passat (feat. Maes)                                | 35                 | —                  | —                  | : Diamant      | OCHO (Deluxe) |
| 2021                                                                | 92i (feat. Green Montana, Booba, Bilton & Sicario) | 158                | —                  | —                  |                | OCHO (Deluxe) |
| 2022                                                                | Gâchette                                           | 89                 | —                  | —                  |                | —             |
| 2022                                                                | Redescends (feat. Tiakola)                         | 15                 | —                  | —                  | : Platine      | Liens du 100  |
| 2022                                                                | Ragnar                                             | 37                 | —                  | —                  |                | Liens du 100  |
| 2022                                                                | Hier encore - A COLORS SHOW                        | 17                 | —                  | —                  |                | Liens du 100  |
| 2022                                                                | Franklin Saint (feat. Zed & Slkrack)               | 21                 | —                  | —                  | : Or           | —             |
| 2022                                                                | Nwar sur Nwar (feat. Green Montana)                | 32                 | —                  | —                  |                | —             |
| 2023                                                                | Nous deux                                          | 46                 | —                  | —                  |                | —             |
| « — » indique que le single n'est pas sorti ou classé dans le pays. |                                                    |                    |                    |                    |                |               |

### Titres certifiés issus de ses albums
Ces titres ont été certifiés, mais n'ont pas été sortis en tant que singles.
- Ocho
  - Le bruit des applaudissements (feat. PLK)  Or
- Liens du 100
  - Mr.Ocho  Diamant
  - Bolide allemand  Diamant

### Apparitions
- 2020 : Timal - C'est la rue feat. SDM (sur l'album Trop Caliente)
- 2021 :
  - Booba - Bonne journée feat. SDM (sur l'album ULTRA)
  - Bramsito - Papier feat. SDM (sur l’album Substance)
  - Green Montana - Évidemment feat. SDM (sur l'EP Melancholia 999)
  - Koba LaD - Tue ça feat. SDM et Guy2Bezbar (sur l'EP Cartel Vol.1)
  - Lazzio - Vie d’avant feat. SDM
  - PLK - En ville feat. SDM (sur la réédition BOOST de l'album ENNA)
- 2022 :
  - Tiakola - Roro feat. SDM (sur l'album Mélo) -  :  Or[5]
  - Didi B - Yeye feat. SDM (sur l'album History)
  - Green Montana - Neymar Jr feat. SDM (sur l'album Nostalgia+)
  - Kai Du M - Ça débite feat. SDM (sur l'album Shooter Clan)
  - Leto & Guy2Bezbar - Tchapalo feat. SDM (sur l'album Jusqu'aux étoiles) -  :  Or[5]
  - Kdeux - Sac d'oseille feat. SDM
  - Landy - R.A.S. feat. SDM
  - L2B - Bitume feat. SDM
- 2023 :
  - ZKR - Philly feat. SDM (sur la réédition Caméléon+ de l'album Caméléon)
  - Aya Nakamura - Daddy feat. SDM (sur l’album DNK) -  :  Or
  - Landy - Corazon feat. SDM (sur l'album Brave)
  - Bramsito - Légende feat. SDM (sur l'album Enchanté)
  - Stachy SASA - Dans la ville feat. SDM (sur l'album OTTO)
  - Bilton - Les filles d'à côté feat. SDM (sur l'album B.I.L)
  - Usky - Rétina feat. SDM (sur l'album Rétina)
  - Cheu-B - Guitarisé feat. SDM
  - Jul - J'fais plaisir à la zone feat. SDM (sur l'album La route est longue)  :  Diamant
  - Rsko - Mucho Cuir feat. SDM (sur l'album Memory)
  - Leto - Sur le banc feat. SDM (sur l'album Trap$tar 3)
  - Slkrack - Vie feat. SDM (sur l'album Crackito, vol.2)
- 2024 :
  - Booba - Dolce Camara feat. SDM (sur l'album AD VITAM ÆTERNAM)  :  Diamant
  - Werenoi - Dans un verre feat. SDM (sur l'album Pyramide)  :  Platine
  - Uzi - Panama feat. SDM (sur l'album Sur le chemin)  :  Platine
  - Limka 140 - SIM feat. SDM
  - Bekar - Finalement feat. SDM (sur l'album Plus fort.)
  - Bushi - Océane feat. SDM (sur l'album Bushi Tape 3)
  - Green Montana - barcelona92 feat. SDM (sur l'album Saudade)  :  Diamant
  - Lacrim - Colisée feat. SDM (sur l'album Veni Vidi Vici)  :  Or
  - Zed - Solitaire feat. SDM (sur l'album Malcom)
  - RK - Yomb feat. SDM (sur l'album DLPDA)
  - Jul - Il pleut des balles feat. SDM (sur l'album Mise à jour)  :  Platine
  - Gradur - TI TI TI feat. SDM et Rsko  :  Platine
  - Tiakola - Plaisir nocif feat. SDM et Liim's (sur la mixtape BDLM Vol. 1)  :  Platine
  - Soolking - Only You feat. SDM
  - KeBlack - Boulot feat. SDM (sur l'album Focus)  :  Or
- 2025 :
  - AMK : R10 feat. SDM
  - Werenoi : Jalouse feat. SDM & Vacra (sur l'album Diamant noir)  :  Or
  - Cheu-B : Catalina feat. SDM & GhostKiller Track